# 초이 (가수)
초이(본명: 최석훈, 1993년 5월 21일 ~)은 대한민국의 가수이다.

## 학력
- 리라아트고등학교 실용음악과 (졸업)
- 국제대학교 엔터테인먼트계열 학사 (졸업)

## 경력
- 그룹 '크레첼' 멤버
- 그룹 'L.A.U' 멤버
- 그룹 '루커스' 멤버

## 수상
- 2010 나스락 페스티벌 대상
- 2010 동두천 락페스티발 대상
- 2008 유스페스티벌 가요부문 최우수상
- 2007 유스페스티벌 밴드부문 최우수상

## 곡
- 기가막혀 (Inst.)
- Break Ya
- 기가막혀
- 기가막혀 (Inst.)
- 기가막혀
- Healing Love
- 믿지 않기로 해 (Inst.)
- 믿지 않기로 해
- Healing Love (Inst.)
- Break Ya (Inst.)
- Healing Love
- 믿지 않기로 해
- 아름다워요 (Inst.)
- Healing Love (Inst.)
- 믿지 않기로 해 (Inst.)
- 아름다워요 (Short Ver.)
- 기가 막혀
- 아름다워요

## 공연
- 2015년 2015 인천한류관광콘서트
- 2015년 2015 한류드림콘서트
- 2014년 2014 DMZ 평화 콘서트
- 2014년 2014 한류드림콘서트
- 2014년 2014 드림 콘서트